# 풍림화산 (비디오 게임)
《풍림화산》은 밸로프에서 개발하고 밸로프에서 서비스하는 MMORPG 게임이다.

## 개요

### 시놉시스
과거 수라의 문이 열리는 것을 막으려 상당한 진전을 보였던 4대 현자가 있었으며, 마물에 대항하여 인간세상을 지켜가는 힘의 열쇠를 그 4대 현자들이 가지고 있을 것이었다.소중한 가족들과 터전을 한순간에 빼앗겨버린 주인공들은 과거로부터 유일한 해결책이라고 전해져 오는 4대 현자의 흔적을 찾아서 그 힘과 지혜를 빌어 마물들에게 힘없이 쓰러져간 인간들의 원혼을 위로하고, 인간의 세상을 인간의 것으로 온전히 지켜낼 수 있을까?

## 캐릭터

### 강민우
태을문이라는 유명 무가의 후손이며, 가문의 비전 고무슬을 사용하는 캐릭터

### 유사하
빠르고 강한 공격을 위주로 하며 또한 독 속성을 적절히 이용해 상대에게 추가적인 데미지를 주는 방식으로 전투를 진행하는 캐릭터실전격투에 능한 타고난 투사이자 미모의 아가씨. 입이 무겁고 곤경에 처한 사람들의 말을 잘 들어줘서 많은 사람들에게 인기가 있다.

### 미유키
정체를 알 수 없는 소녀.나이는 물론 자신이 누구인지, 어디에서 왔는지 전혀 기억하지 못하고 있다. 가끔씩 끔찍한 악몽에 시달리고 있지만, 예지력과 강력한 주술을 사용한다.일반적 근접공격스킬도 주술을 사용하여 파괴력을 증폭시키며,강력한 범위적 주술공격을 주무기로 사용하는 캐릭터

### 세트겔
주무기로 창을 사용하고 주로 다수의 적을 한번에 하는 범위 공격을 사용하는 캐릭터.세르치마(여)의 신물을 통해 세르치마의 신물을 소유하게 된 북방 출신의 근육질 청년.마물에게 가족을 잃고 고아로 떠돌다가 마하사에서 고대의 창술을 배운다.렴한 편이기 때문에 까다로운 컨트롤만 극복한다면 저레벨 때에는 가장 저비용으로 경험치 사냥을 할 수 있는 클래스가 바로 궁술사입니다.

### 라시아
석양을 등지고 나타난 푸른 눈빛을 가진 신비의 여인. 가녀린 몸에서 뿜어져 나오는 폭발적인 살기와 눈부신 활솜씨는 어느 누구라 할지라도 자신에게 다가서는 것을 용납하지 않는다.어서 그렇게 스킬 포인트를 아끼기만 하는 것은 자신의 공격력을 제한하는 행동이 되기도 한다는 점을 명심하십시오.   적당한 시점에, 적당한 마법에, 적당한 스킬 포인트를 분배하는 것이 가장 현명하게 게임을 이끌어나가는 방법이 될 것입니다.

### 서추
마계에서 자라난 흡혈일족의 귀족. 화려한 외모 속에 숨겨진 거친 본능은 그녀를 차가운 야수로 변모시키고, 그녀의 눈동자에 담긴 깊은 어둠은 당신의 생명마저 검게 물들인다.

## 게임 시스템

### 협행
풍림화산은 캐릭터를 처음 만들면서부터 레벨마다 다양한 협행을 수행할 수 있다. 게다가 게임 안에서 협행을 진행하는 데 있어 여러 가지 편리한 기능을 제공하고 있기에 누구나 쉽게 협행을 받고, 수행할 수 있는 것이 특징이다.

### 인스턴스 던전
인스턴스 던전이란 자신의 동행원이나 자신만이 들어갈 수 있는 일종의 격리된 던전이다.물론 자신과 동행을 맺지 않은 다른 유저들은 각자가 원할 경우 자신들만의 또 다른 인스턴스 던전으로 들어가게 된다.

### 제련
풍림화산에서는 제련이라는 시스템을 제공하여 같은 아이템이라도 제련을 한 횟수에 따라 아이템의 능력을 더욱 강력하게 만들 수 있다.

### 합성
자신이 원하는 옵션을 가진 합성석을 모아서, 자신이 원하는 장비품에 최대 4개까지 부여할 수 있다.

### 제작
생산을 통하여 상점에서 판매하지 않는 강력한 아이템을 제작하여 사용할 수 있거나 다양한 효과를 보이는 특수 아이템을 제작할 수도 있게 된다.풍림화산에서는 일반 아이템을 서로 조합, 새로운 강화 아이템을 생산하게 되고 이 강화 아이템들은 일반 아이템에 비하여 매우 강력한 능력을 보여주게 된다.

### 소환수
'소환수'들은 두가지 종류로 나눌 수 있는데 어떤 소환수들은 주인과 함께 전투에 참가하여 몬스터의 공격으로부터 주인을 지켜 주거나 함께 몬스터를 쓰러뜨리기도 하며, 또 다른 소환수는 전투에는 참여하지 않고 주인의 빠른 이동을 돕기도 한다.